# Рейтарська, 31/16
Буди́нок із драко́нами — київський прибутковий будинок на Рейтарській, 31/16, зведений у 1900 році за проєктом архітектора Миколи Яскевича і декорований у дусі історизму з деяким акцентуванням форм мавританського стилю.
Зразок великої прибуткової будівлі середмістя з виразним архітектурним вирішенням. Наказом Головного управління охорони культурної спадщини № 10/34-11 від 10.06.2011 внесений до обліку пам'яток архітектури та містобудування.

## Історія

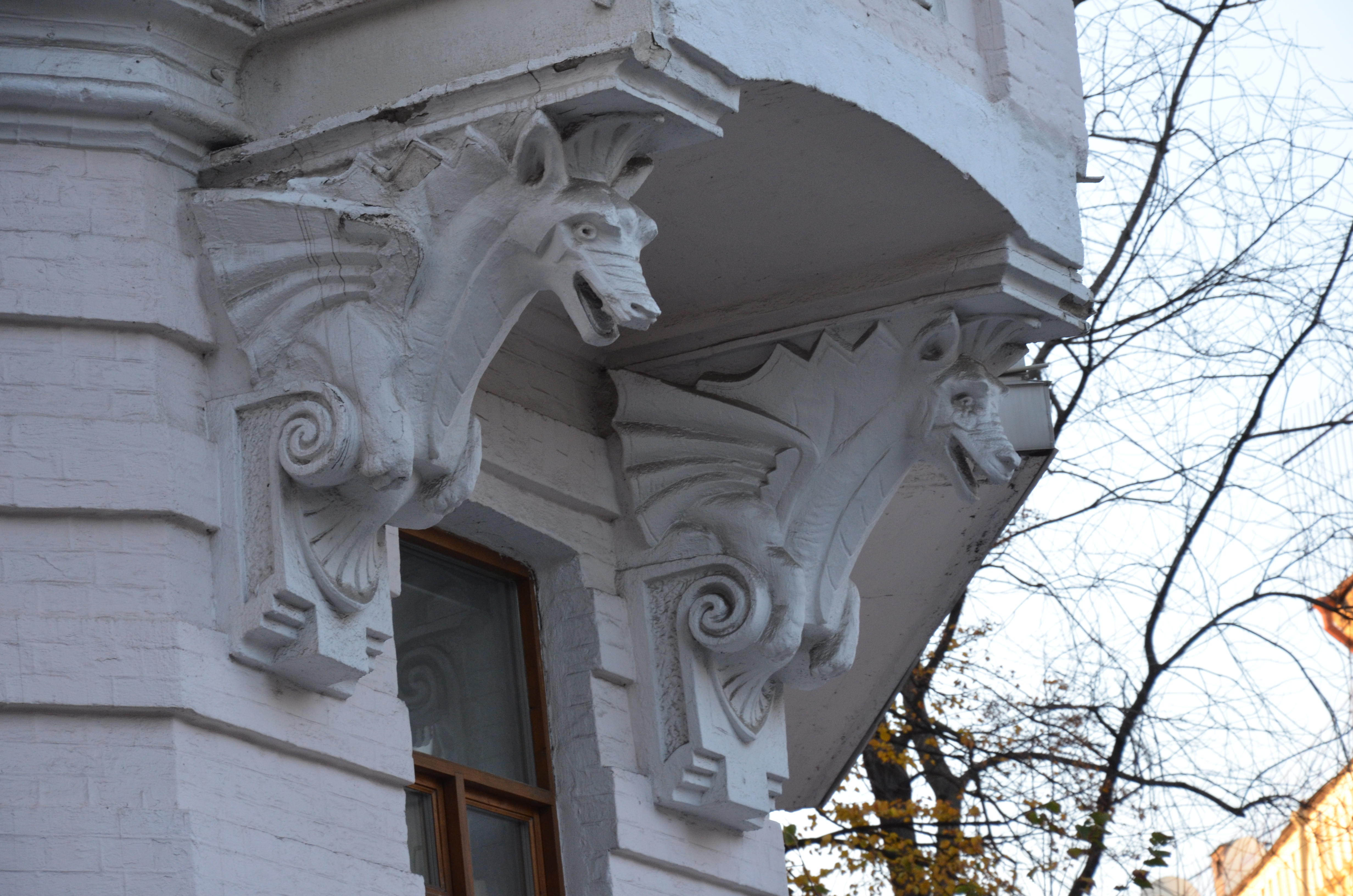
Декор

До 1874 року маєток належав А.Єщенкові. Власник і його дружина розширили житловий будинок кількома прибудовами. 1876 року будинок перейшов до статського радника М. Костерницького. У 1877—1899 роках власницею стала М. Кононович.
1900 року споруда опинилась у власності присяжного повіреного Олексія Фурмана. На його замовлення на місці розібраної старої споруди звели будинок за проєктом Миколи Яскевича. Згодом садибу продали купцю Б. Мельцеру й міщанину М. Мельцеру.
1922 року будівлю націоналізували і використовували як комунальне житло. 
1990 року проведено капітальний ремонт із заміною міжповерхових перекриттів і балконів на залізобетонні плити, дерев'яних чорних сходів на залізобетонні. 2001 року надбудували мансардний поверх.

## Архітектура
В описі нерухомого майна О. Фурмана за 1900 рік згадується чотириповерховий із житловими підвалами, цегляний, із бляшаним покриттям будинок. У квартирах були паркетні підлоги (окрім кухонь, ванних і туалетів) і кахляні грубки. Будинок мав двоє парадних кам'яних сходів і двоє чорних дерев'яних. На подвір'ї містилися двоповерховий цегляний сарай, льодовня, льохи. Будівля була підключена до каналізаційної мережі.
Будинок — у плані Г-подібний, зі зрізаним наріжжям і проїздом на вулицю Гончара, секційний, з окремим наріжним входом у цокольний поверх. Парадні та чорні сходи двомаршові.
Внутрішнє планування поверхів коридорне, зі зверненням парадних кімнат на вулицю. Віссю симетрії всієї композиції виступає зрізане наріжжя, від якого під тупим кутом відходять рівнозначні крила-секції. Наріжжя на рівні другого і третього поверхів акцентує прямокутний еркер із пластичними елементами — ліпленими консолями у вигляді крилатих драконів. Видовжені аркові вікна з бічними тричвертєвими колонками підтримують архівольти.
Осі симетрії на бічних крилах визначено двома вхідними порталами, увінчаними східчастими аттиками. На двогранні п'єдестали встановлені напівколони з лотосоподібними капітелями.
Окремі віконні прорізи мають мавританські підковоподібні перемички.
Мансардний дах має сучасне покриття. Пластикові надбудови над бічними крилами спотворюють пам'ятку.
Цоколь тиньковано «під шубу» та частково облицьовано полірованим гранітом.

## Галерея

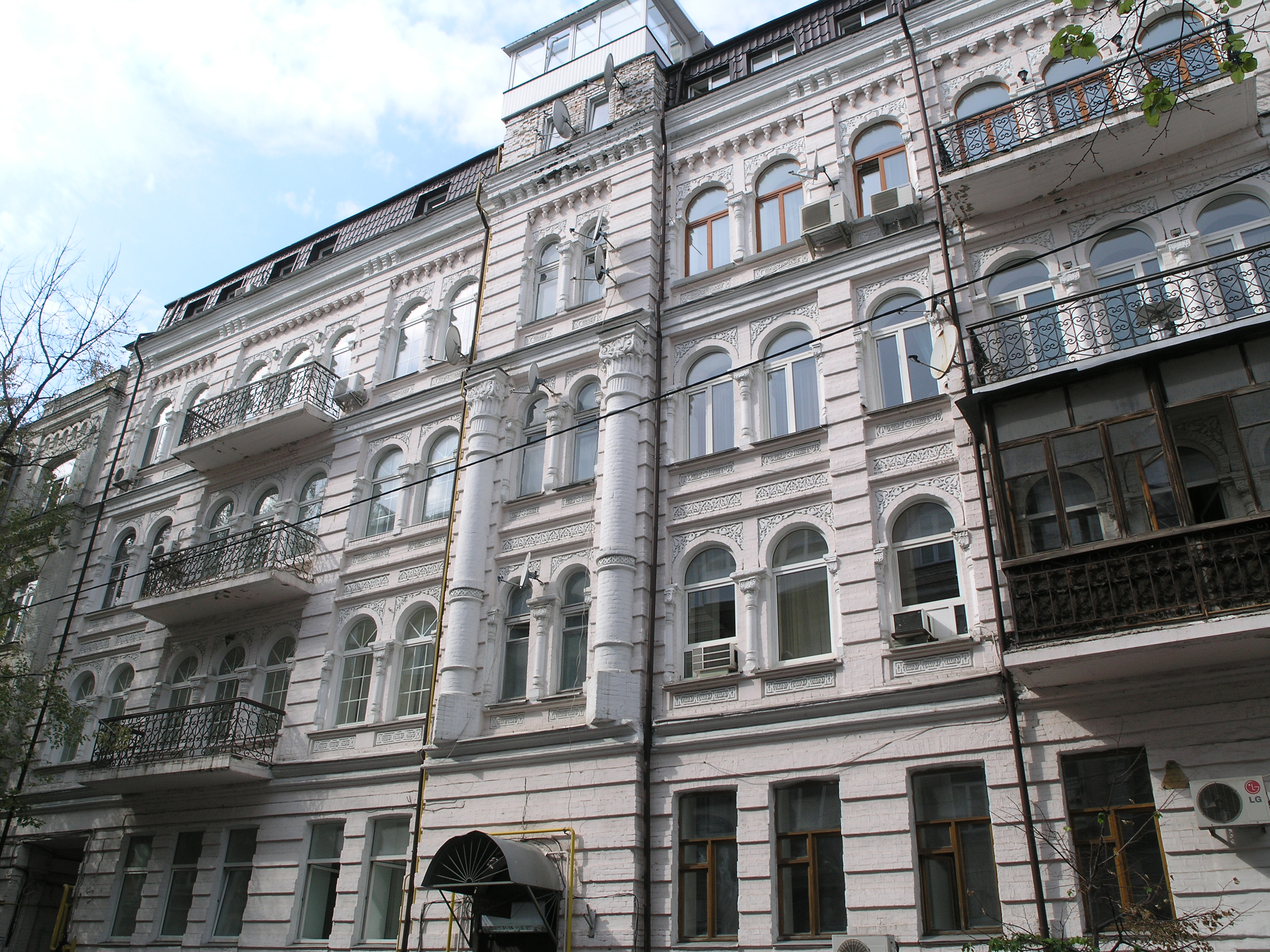
Напівколони з лотосоподібними капітелями
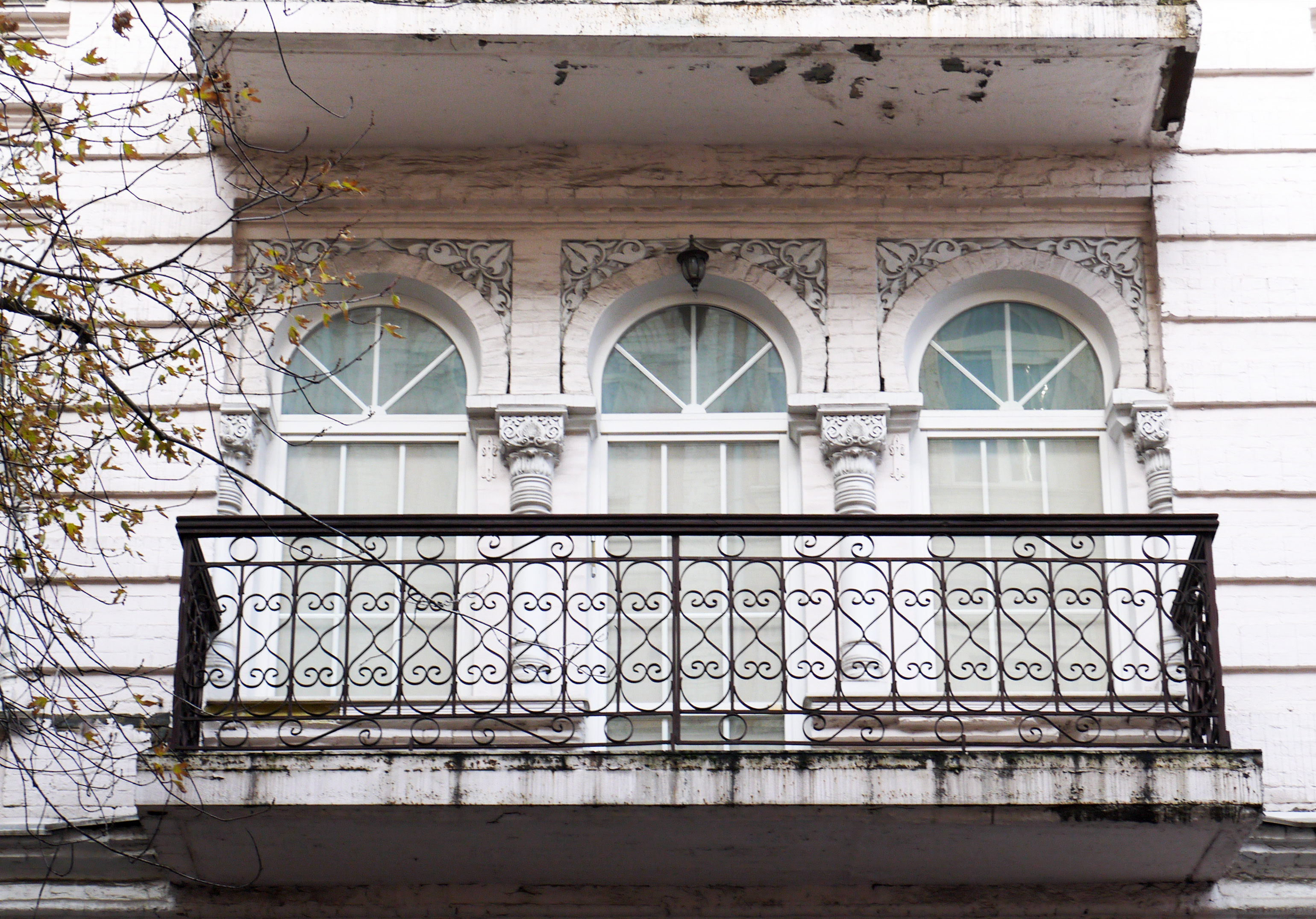
Балкон
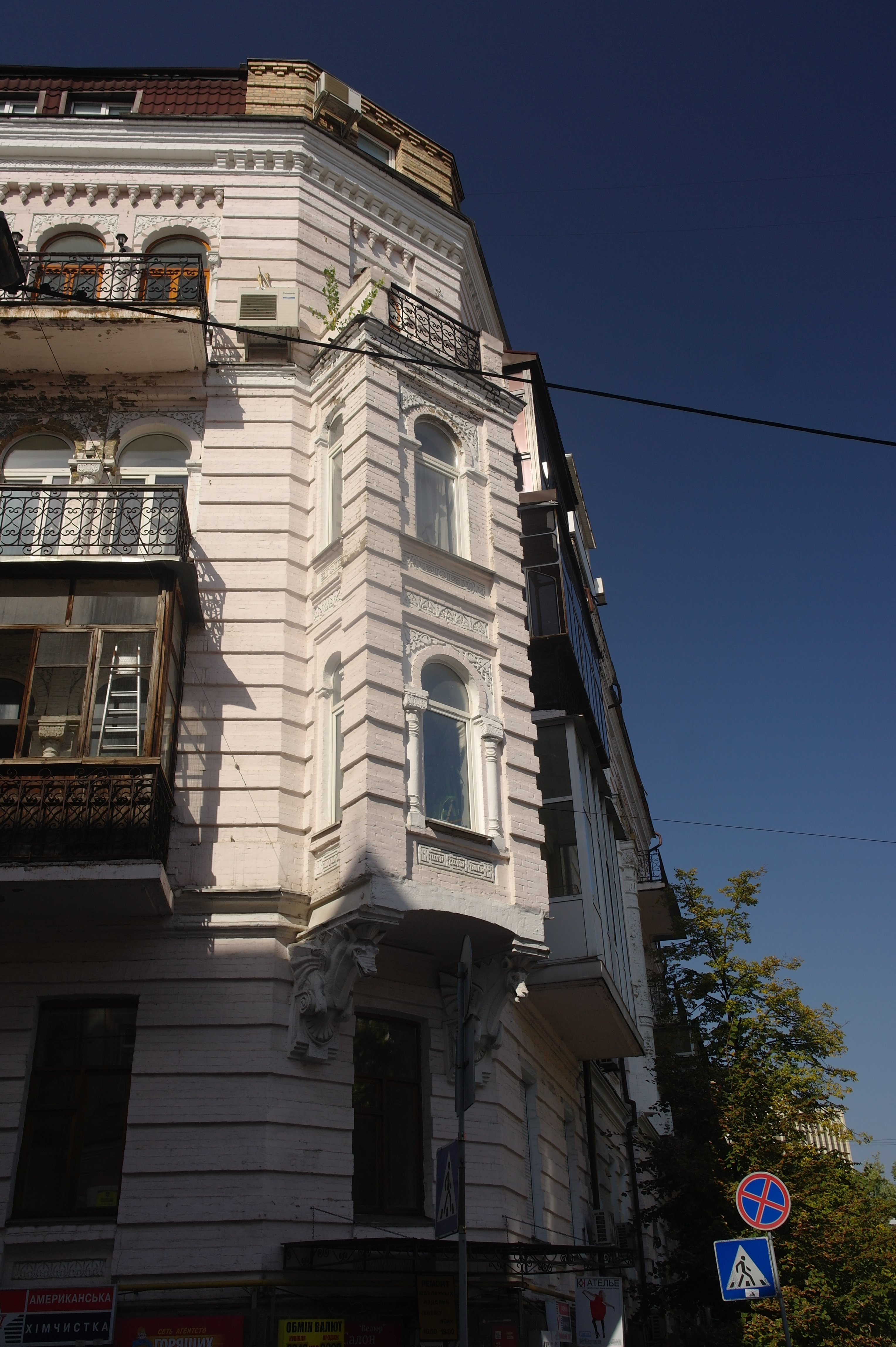
Наріжжя з еркером
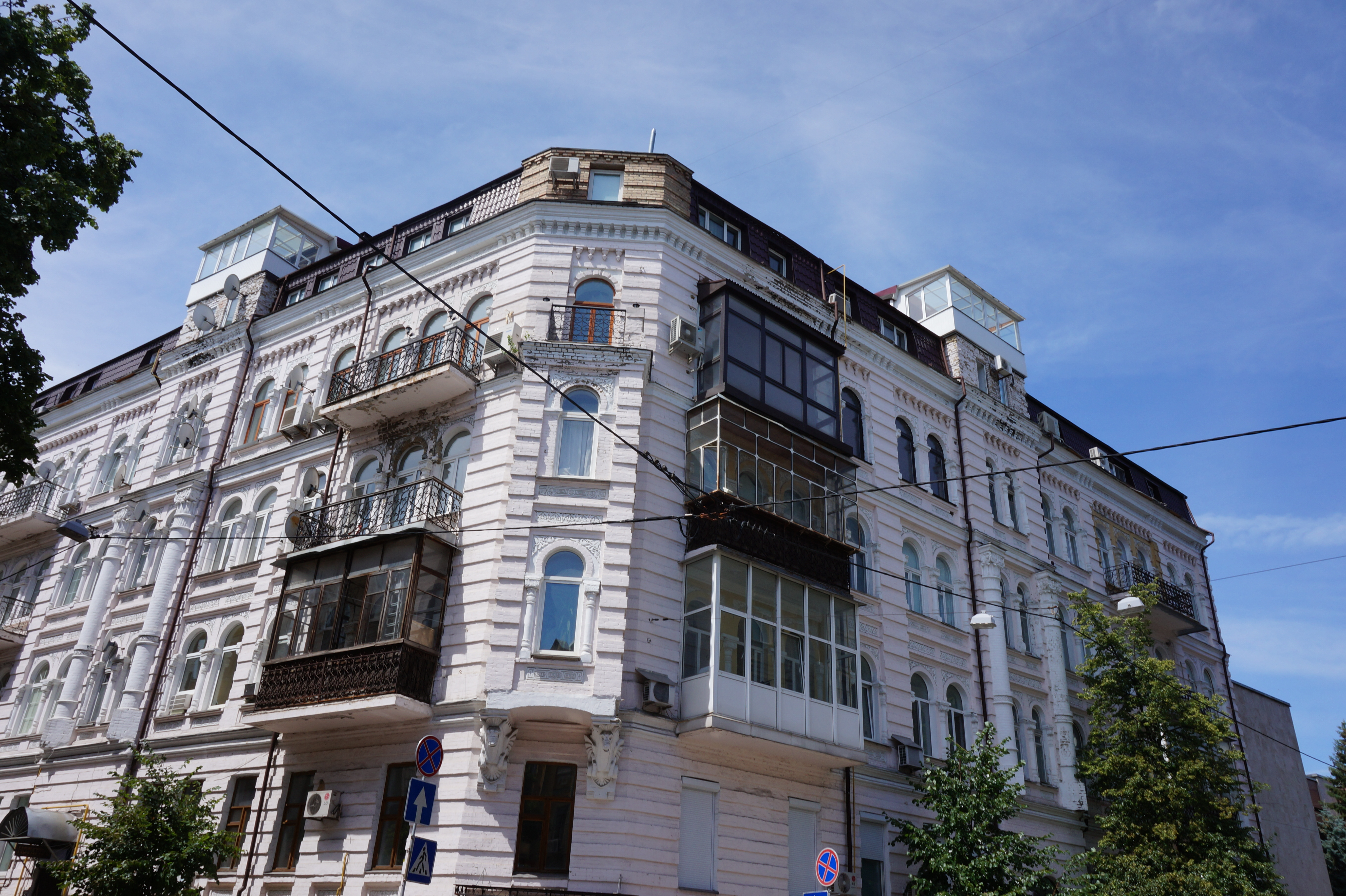
Спотворення пластиковими надбудовами над бічними крилами